# Joe Hill
För andra betydelser, se Joe Hill (olika betydelser).

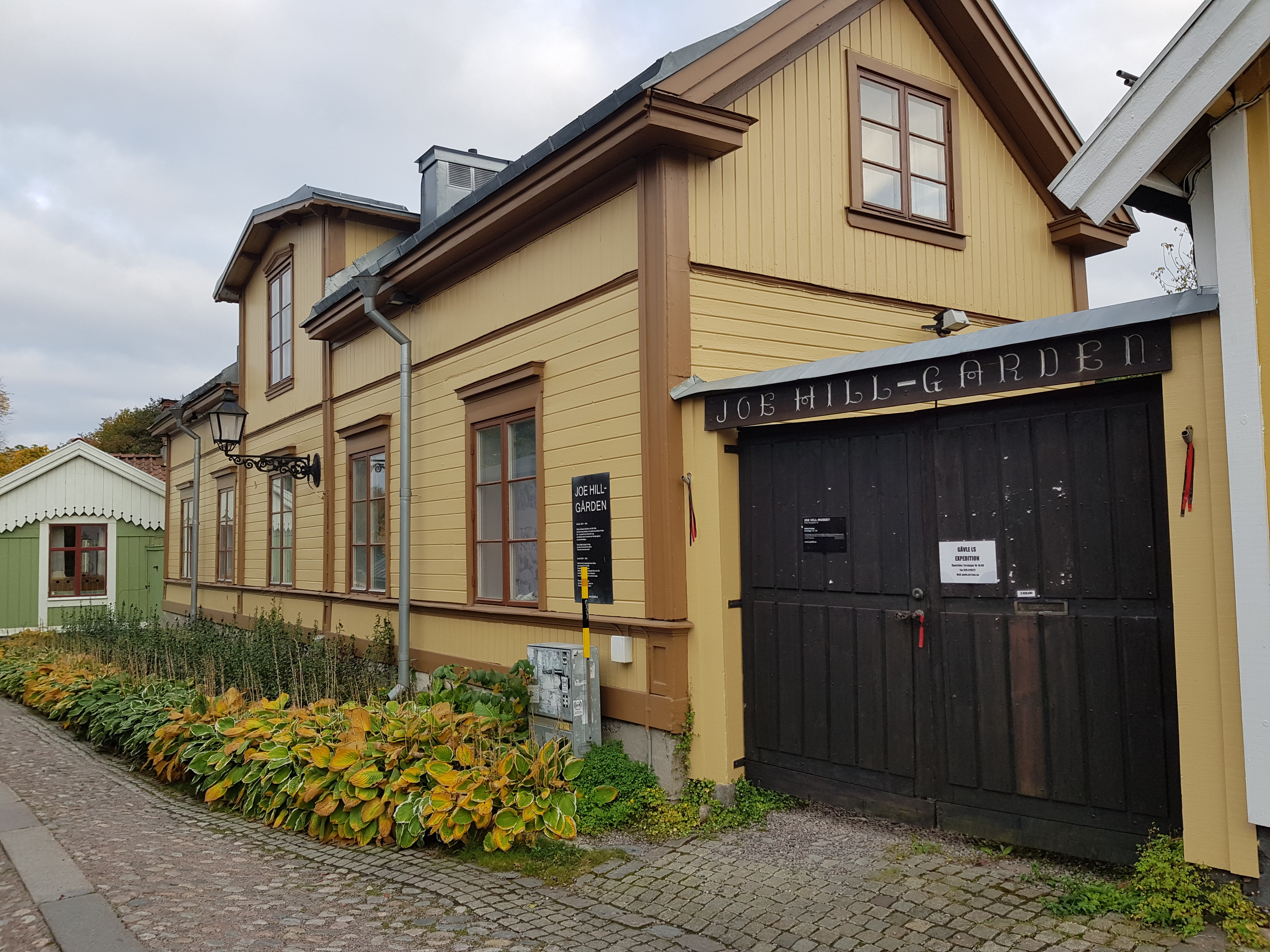
Joe Hills föräldrahem i Gamla Gefle - numera museum.

Joe Hill, född Joel Emmanuel Hägglund, alias Joseph Hillström, född 7 oktober 1879 i Gävle, död 19 november 1915 i Salt Lake City (avrättad), var en svensk-amerikansk fackföreningsaktivist (medlem i Industrial Workers of the World), diktare och sångare. Hans föräldrahem i gamla Gävle är nu museum och f.d. SAC:s industrisekretariat, och kallas Joe Hill-gården. Joe Hill räknas som en av 1900-talets mest inflytelserika amerikanska protestsångare, och han nämns som inspirationskälla för musiker som Woody Guthrie, Bob Dylan, John Lennon och Joan Baez. Han skrev en rad aktuella arbetar- och protestsånger, och han använde särskilt humor och ironi i sina texter. Flera av Joe Hills sånger trycktes i den Lilla röda sångboken, som gavs ut av fackföreningen Industrial Workers of the World (IWW), där Joe Hill var en mycket aktiv medlem.
Joe Hill lyckades bli en legend bland socialister, anarkister och fackföreningsaktivister i USA och hans sånger gjorde honom känd bland den amerikanska arbetarklassen, immigranter och arbetslösa. Hill dömdes för mord efter en mycket omdiskuterad rättssak som väckte internationell uppmärksamhet, och med den påföljande avrättningen växte hans popularitet. Hans öde har sedan dess blivit ett vanligt ämne för filmer, sånger, böcker, talrika artiklar samt operor och teatrar.
Joe Hill har kallats The Man Who Never Died (Mannen som aldrig dog).

## Biografi

### Barndom och uppväxt

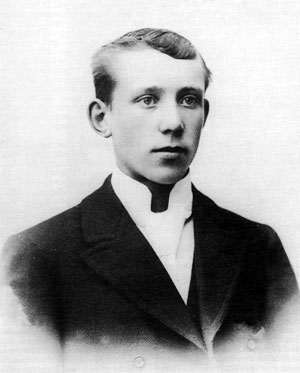
Joel Hägglund, 1898.

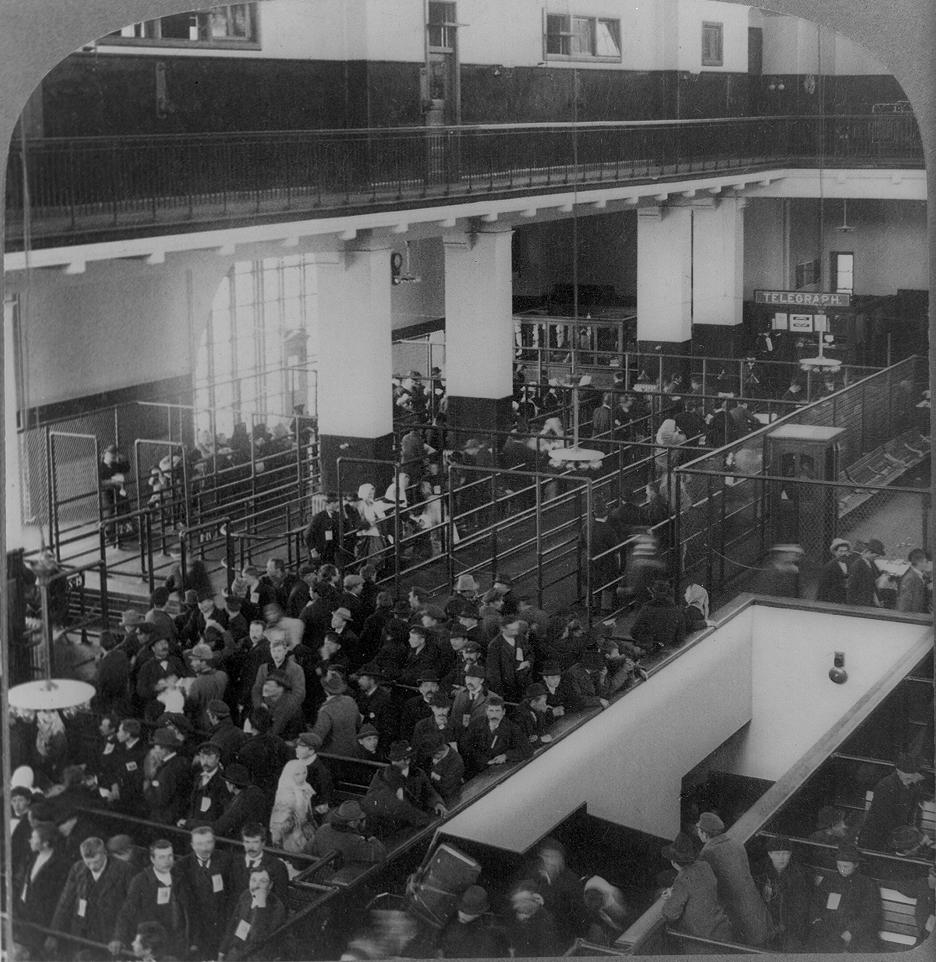
Ankomsthallen på Ellis Island 1904. Miljoner emigranter passerade genom dessa korridorer. År 1902 var Joe Hill och hans bror Paul två av dem.

Joe Hill föddes som Joel Emmanuel Hägglund den 7 oktober 1879 i Gävle, Gästrikland. Han var tredje barnet i en barnaskara på nio, av vilka sex levde till vuxen ålder. Fadern, Olof Hägglund, arbetade som tågkonduktör vid Gefle Dala Järnväg som gick mellan Gävle och Falun. Familjen Hägglund på Nedre Bergsgatan var en religiös och musikalisk familj, och det sjöngs mycket för barnen i hemmet. Under sin barndom lärde sig Joe Hill själv spela banjo, gitarr, piano och munspel och han började också skriva sina första sånger, som handlade om hans familjemedlemmar.
Kort efter Joe Hills åttaårsdag 1887 dog fadern i hjärtinfarkt efter en mindre operation, 41 år gammal. Faderns död medförde en plötslig ekonomisk omvälvning för familjen, då familjen bara några månader tidigare utökats med en dotter. Modern, Margareta Katarina Hägglund, lyckades trots allt hålla ihop familjen, men alla var tvungna att hjälpa till med arbetet för att de skulle kunna få en tillräcklig inkomst. Joe Hill arbetade bland annat vid ett lokalt repslageri och senare som eldare vid en byggfirma, där han skyfflade kol till en ångmaskin.
Då Joe Hill var runt 12 år gammal drabbades han av en sorts tuberkulos som satte sig i hud och knogleder. Joe Hill fick den tidens vanligaste behandling som bestod av röntgenstrålar. Eftersom detta inte räckte genomgick han senare flera hudbehandlingar i Stockholm. Dessa behandlingar efterlämnade spår i form av ärr på halsen och i ansiktet. Joe Hill fann alltid tid för att öva på sitt spelande under sin uppväxt, och som ung uppträdde han ibland vid arbetarmöten och på lokala kaféer. I januari 1902 dog modern efter en längre tids sjukdom. De sex kvarvarande syskonen sålde föräldrahemmet och delade arvet mellan sig.
Mellan 1851 och 1930 emigrerade ungefär 1,5 miljoner svenskar till USA. Bland dessa fanns också Joe Hill tillsammans med den två år äldre brodern Paul. Som passagerare i tredje klass seglade de till New York och gick i land vid Ellis Island i oktober 1902. Med blygsamma kunskaper i engelska, det han lärt sig på det lokala KFUM i Gävle, fick Joe Hill arbete i New Yorks slumkvarter som spottkoppsrensare, ett arbete han snart lämnade för att dra vidare västerut. Joe och Paul beslutade sig för att fortsätta var och en för sig på sin egen väg genom Amerika.

### Amerika

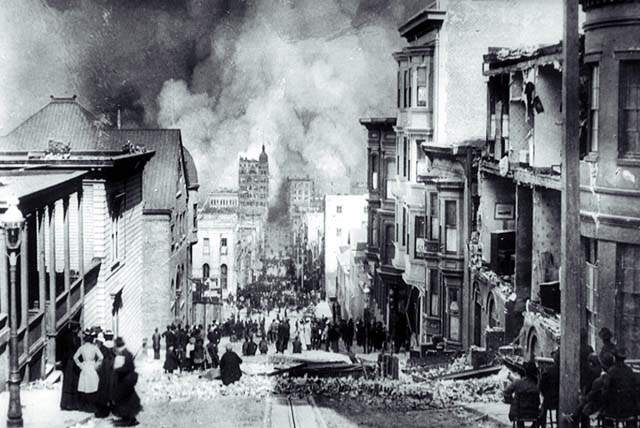
Joe Hill var i San Francisco vid det stora jordskalvet 1906. Bilden visar Arnold Genthes fotografi av ödeläggelsen vid Sacramento Street.

De följande åtta åren i Joe Hills liv är dåligt dokumenterade. Han var en ensamvarg, som varken drack eller rökte och helst inte talade om sig själv. Joe Hill arbetade sig igenom Amerika bland annat som lantbruksarbetare, byggarbetare, hamnarbetare och skogshuggare. Ett julkort Joe Hill skickade hem till familjen 1905 finns bevarat, och det är poststämplat i Cleveland, Ohio. När San Francisco drabbas av det stora jordskalvet den 18 april 1906 var Joe Hill där också. Joe Hill beskriver ödeläggelsen som jordskalvet förorsakade i en längre artikel som trycktes i den lokala tidningen i Gävle den 16 maj samma år. 
Åren som kringresande arbetare i Amerika gav Joe Hill en mer krass, och inte så glamorös, syn på landet. Han upplevde den fattigdom som var utbredd bland de flesta immigranterna och andra socialt missgynnade, som han menade utnyttjades av några få välmående kapitalister. Joe Hill anslöt sig till Industrial Workers of the World (IWW) omkring 1910 medan han arbetade i hamnen i San Pedro, Kalifornien. Vid ett tillfälle bytte Joe Hill sitt namn från Joel Emmanuel Hägglund till Joseph Hillstrom. Varför han gjorde det är oklart, men det kan bero på att han skaffat sig fiender i och med sitt ökande engagemang i arbetarrörelsen och därför var tvungen att byta identitet. Andra menar att han hade ökat på sina inkomster från olika arbetsplatser genom småkriminalitet och att namnbytet gjordes för att han ville ligga ett par steg före polisen.

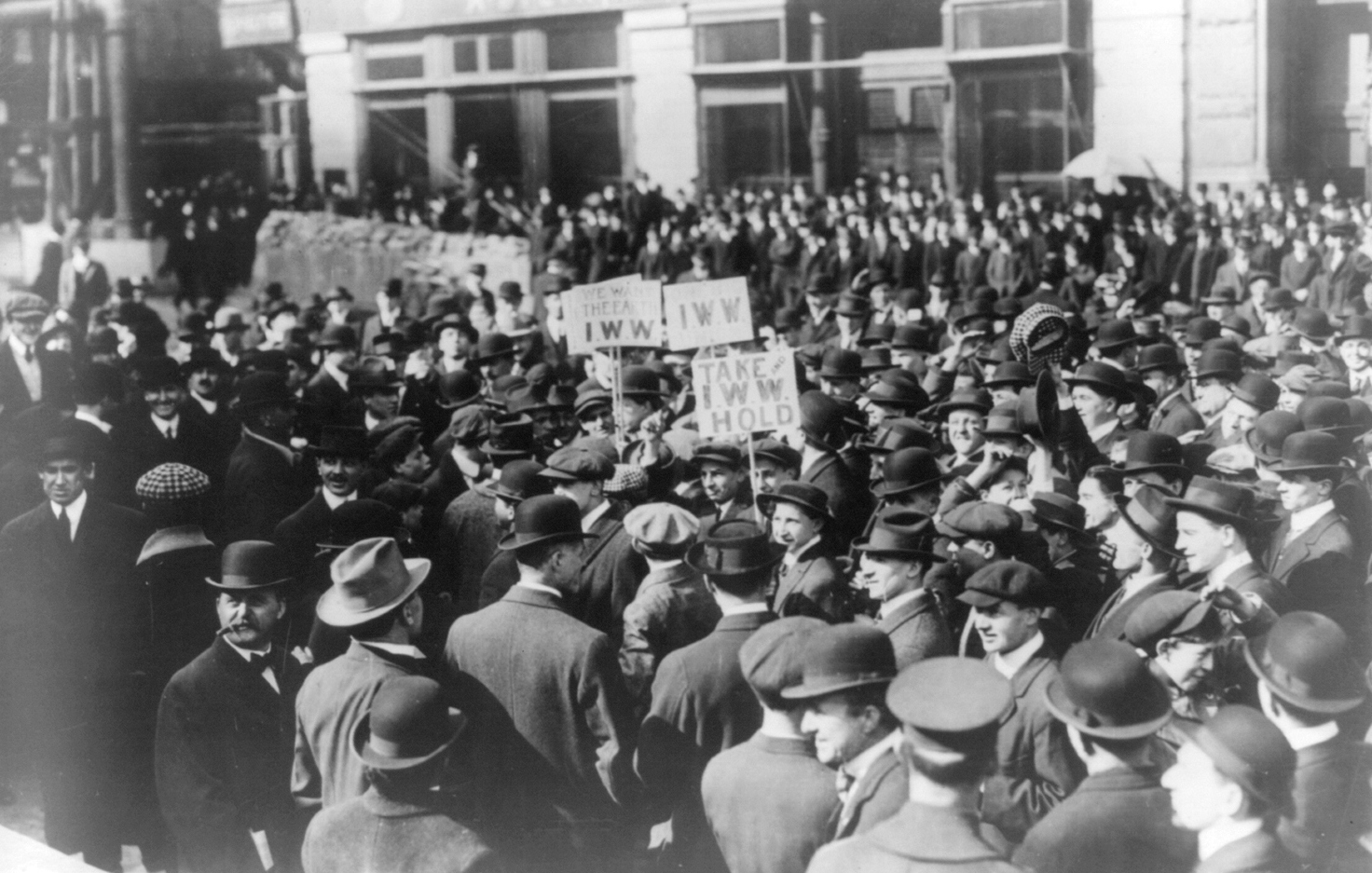
IWW demonstrerar i New York, april 1914.

IWW, med mottot, "an injury to one is an injury to all" (en orätt mot en är en orätt mot alla), grundades i juni 1905 vid en kongress i Chicago med en skara på 200 socialister, anarkister och fackföreningsaktivister från hela USA. Grundarna av IWW var inte tillfreds med det stora amerikanska fackförbundet, American Federation of Labor. I ett brev till IWW:s tidning, Industrial Worker, beskrev Joe Hill olika politikers stora övergrepp på föreningens medlemmar, de så kallade wobblies, och andra aktiva arbetare. I brevet nämnde han att han var medlem av organisationens avdelning i Portland, Oregon, och han undertecknade för första gången med namnet Joe Hill. 
Spåren av Joe Hills färd under åren 1909–1912 kan huvudsakligen dokumenteras via de brev och vykort han skickat till familj och vänner. Joe Hill organiserade strejker och agiterade för IWW i sina sånger. Det började nu uppstå legender och historier om honom. Ofta överlappar dessa historier varandra tidsmässigt, så att Joe Hill till synes skulle ha deltagit i flera olika aktioner på olika platser vid samma tidpunkt.
I januari 1911 befann sig Joe Hill i gränsområdet mellan Kalifornien och Mexiko där han anslöt sig till en grupp wobblies som stödde kampen för att störta den mexikanska regeringen och presidenten Porfirio Diaz. I gränsbyn Tijuana agiterade Joe Hill för att få frivilliga amerikaner att ansluta sig till kampen i Mexiko. År 1912 ska Joe Hill ha blivit våldsamt misshandlad efter att ha hållit ett tal i San Diego till stöd för strejkande hamnarbetare. Joe Hill blev med tiden ganska känd som sångare och agitator. Också arbetsgivarna började känna till honom och i många städer nekades han anställning. I juni 1913 arresterades Joe Hill under en hamnarbetarstrejk i San Pedro, Kalifornien. Han anklagades för lösdriveri och tillbringade 30 dagar i fängelse. Året efter arbetade han med gruvvagnarna i Silver King Mine i Park City, Utah nära Salt Lake City. Han kom till Utah sommaren 1913 på väg till Chicago där han skulle möta IWW-ledaren Bill Haywood, en av rörelsens grundare. Joe Hill besökte flera av de små svenska grupperna i gruvbyarna i området och sjöng och spelade för dem. I den lilla byn Murray hyrde han rum hos familjen Eselius. Joe Hill kände familjen från Sverige och hade några år tidigare mött familjens tre bröder, Ed, John och Frank Eselius, på den amerikanska västkusten.

### Med sången som vapen

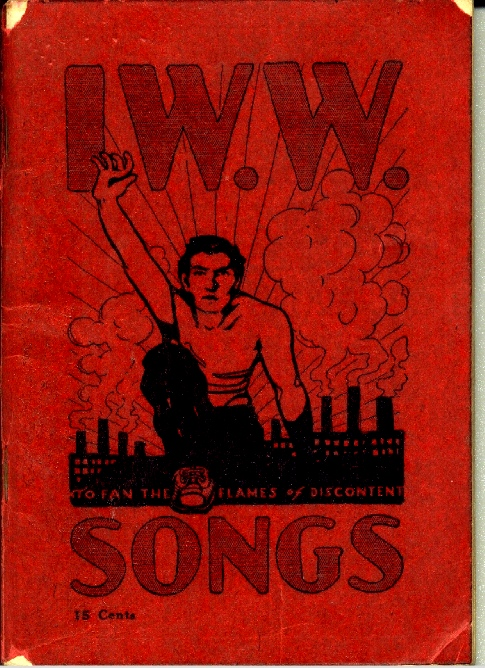
Framsidan av den Lilla röda sångboken i utgåvan från 1932.

Med sin talang som diktare, sångare och talare deltog Joe Hill i arbetet med att organisera och skaffa medlemmar till IWW. Hans sånger blev kända i en stadigt växande krets, och då Joe Hill ofta skrev humoristiska texter med en för den tiden mycket skarp ironisk underton kändes sångerna hurtiga i mångas smak. Han blev speciellt känd för uttrycket "You'll get pie in the sky when you die", som stammar från hans kanske mest berömda sång, "The Preacher and the Slave". Texten skrevs som en parodi på den mest kända amerikanska väckelsesången, "In the Sweet Bye and Bye", och det gick att sjunga Joe Hills text när Frälsningsarmén spelade melodin vid matköerna och vid väckelsemöten.
"En pamflett, oavsett hur bra den är, blir aldrig läst mer än en gång", skrev Joe Hill, "men en sång lärs in utantill och sjungs gång på gång". Och det är precis vad som skedde med hans sånger. Joe Hills texter trycktes i den första utgåvan av IWW:s arbetarsångbok, ”Den lilla röda sångboken" år 1909, och fastän han aldrig själv spelade in sin musik lärde folk sig Joe Hills sånger utantill, och de sjöngs på demonstrationer, strejker och aktioner runt om i USA. Bland hans mest populära sånger kan nämnas "The Tramp", "There is Power in a Union", "Rebel Girl", "Workers of the World, Awaken!", "Where the Fraser River Flows" och "Casey Jones-Union Scab".

### Dråpen i Salt Lake City
Den 10 januari 1914 på kvällen var den före detta polismannen John G. Morrison på sitt arbete i en slakteributik han drev i Salt Lake City. Med i butiken, som låg på hörnet av Eight South Street och West Temple Street var också sönerna Arling och Merlin. John G. Morrison hade lämnat polisen för att öppna en egen butik. Han hade flera gånger sagt att arbetet som polis hade gett honom många fiender, och att han fruktade att bli utsatt för hämnd. I affären förvarade han sin gamla tjänstepistol. Butiken hade rånats förr, och minst en gång hade han använt sitt vapen för att skjuta sig fri.
Kort före klockan 22, medan John G. Morrison och sönerna gjorde sig klara för att låsa affären, trängde två beväpnade män, båda maskerade med rödfärgade sjalar, in i butiken. Den ena av männen började skjuta mot John G. Morrison. Arling grep tag i faderns pistol och sköt mot männen. Pistolmannen vände sig nu mot Arling och sköt också honom. Därefter lämnade de två männen affären. Den yngste sonen, den 13-åriga Merlin, hade varit längst bak i butiken då skotten fallit, och var oskadd. John G. Morrison och hans son Arling dog av sina skottskador.
När polisen kom kunde Merlin bara ge en knapphändig beskrivning av gärningsmännen. Men han kunde säga att personen som sköt John G. Morrison hade ropat "We've got you now!" ("Nu har vi dig") innan skotten avlossades. Polisen förhörde fyra män den kvällen, alla misstänkta för dråpen. Två av männen, C. E. Christensen och Joe Woods, arresterades då de försökte hoppa på ett godståg på väg ut från järnvägsstationen som ligger precis bredvid gärningsplatsen. Polisen var tvungen att skjuta skarpt för att stoppa dem. Det visade sig att männen varit efterlysta för rån i Prescott, Arizona. 
En tredje man, W. J. Williams, hittades gående med en blodig sjal i handen, inte långt ifrån butiken. Det enda han ville säga var att han var oskyldig och han bodde hos den lokala frälsningsarmén som erbjöd logi för hemlösa. Senare visade det sig att frälsningsarmén inte kände till honom. Den fjärde mannen, den 19-åriga Oran Anderson, förhördes då han kom till polisstationen med en kula av kaliber 38 i armen. Han påstod att han utsatts för rånförsök vid gärningsplatsen.
Runt klockan halv tolv samma kväll som dråpen ägde rum hade Joe Hill vänt sig till läkaren Frank McHugh för behandling av ett skottsår. Joe Hill berättade att han hade skjutits i ett gräl om en kvinna. vars namn han inte ville avslöja. Kulan hade gått in i bröstet och ut genom ryggen strax under skulderbladet, men hade inte träffat några viktiga organ. Frank McHugh rapporterade efteråt att Joe Hill hade varit beväpnad med pistol. Joe Hills skottsår behandlades och läkaren ordnade hemtransport åt honom. På väg hem bad Joe Hill bilens chaufför att stanna på ett mörkt ställe. Här gick Joe Hill ut ur bilen och gömde undan en pistol. Denna pistol återfanns aldrig.
Polisen betraktade till en början dråpen på John G. Morrison och hans son som en hämndakt, då inget stals från affären. Dagskassan låg kvar, så motivet var inte att råna affären. Stadens tidning berättade dagen efter dråpet att ett av skotten som Arling avfyrat hade träffat den ena mannen. Inget tekniskt bevis kunde dock bekräfta detta påstående, men vittnen har påpekat att den ene gärningsmannen hade tagit sig på bröstet då han lämnade butiken, och det hade funnits blodspår i snön inte långt från gärningsstället. Om motivet till nedskjutningen av John G. Morrison och hans son skrev tidningen Salt Lake Tribune dagen efter:
| ”                                                                      | Att hämnd var motivet bakom förbrytelsen är polisens uppfattning. Vid två tidigare tillfällen hade Morrison varit utsatt för väpnade rån. I september angreps Morrison av två maskerade banditer när han var på väg hem från sin butik. Han drog sin revolver och sköt mot männen. Båda slapp undan. Morrison hade ofta beskrivit utseendet på banditerna för familjen. Beskrivningen av mördarna stämde i många hänseenden överens med beskrivningen av de män som Morrison stött samman med vid det tidigare tillfället. | „ |
| – Översättning från originaltext:, Salt Lake Tribune: 11 januari, 1914 | |   |

Polisen efterlyste de två gärningsmännen och tidningen bad alla som kunde bidra till att fallet klarades upp att ge sig till känna. Då doktor Frank McHugh nästa morgon läste detta i tidningen kontaktade han polisen och berättade om Joe Hills skottsår. Tre dagar senare var Frank McHugh på hembesök hos Joe Hill för att se till hans sår och ge honom smärtstillande mediciner. Samtidigt stormade polisen från Murray Joe Hills rum hos familjen Eselius och fann Joe Hill liggande i sängen. Med dragna vapen befallde de honom att ligga stilla. När Joe Hill tycktes sträcka sig efter något avfyrade en av polismännen ett skott som träffade Joe Hill i handen.
På hans rum fann de en rödfärgad scarf men inte den pistol läkaren hade berättat om. Det var inte en pistol utan ett par byxor Joe Hill hade sträckt sig efter. Han förnekade all kännedom om dråpen på John G. Morrison och dennes son. Han höll fast sin förklaring från kvällen innan om ett gräl om en kvinna, och sade att han hade skjutits medan han hade haft händerna över huvudet. I boken Joe Hill – diktare och agitator, av Ingvar Söderström spekuleras det i om den kvinna Joe Hill hävdar sig ha besökt på dråpsnatten var en Maria Johansson, som han redan kände från att de båda bodde i Gävle. Då han arresterades som Joseph Hillstrom tog det ett tag innan det gick upp för allmänheten att det var Joe Hill, den kände protestsångaren och diktaren det rörde sig om. Första dagen då målet mot honom inleddes kunde en lokal tidning berätta hur det låg till. Joe Hills rumskamrat, Otto Applequist, som misstänktes vara den andra gärningsmannen, hade lämnat Murray på mordnatten och inte setts till sen dess.

### Rättegången mot Joe Hill
Det bestämdes att en inledande rättsförhandling skulle avgöra om det fanns någon saklig grund för att resa åtal mot Joe Hill för dråp. Joe Hill avstod från att använda en försvarare vid rättsförhandlingarna och krävde att få försvara sig själv, pro se defense, med hänvisning till sin fattigdom. Åklagaren hävdade vid rättsförhandlingen att Joe Hill hade planerat ett väpnat rån mot John G. Morrisons affär, men att rånet slog fel, varefter Joe Hill hade dräpt de två i butiken. Joe Hill kunde inte säga mycket till sitt försvar och förhandlingen beslutade att Joe Hill skulle åtalas för dråpen. Den offentlige åklagaren krävde lagens strängaste straff, dödsstraff. Joe Hill förvarades i häkte tills rättegången skulle äga rum utan möjlighet till borgen.
Rättegången mot Joe Hill varade från den 17 juni till den 28 juni 1914. Två advokater i Salt Lake City, E. D. McDougall och F. B. Scott bad att få försvara Joe Hill utan ersättning. Mitt under rättegången begärde Joe Hill att båda skulle kopplas bort från målet och hävdade att de i själva verket arbetade för distriktsåklagaren (district attorney) och enbart ville få honom fälld för dråpen. Domaren, Morris L. Ritchie, ville inte låta Joe Hill försvara sig själv och avslog begäran. Trots att IWW efter detta erbjudit sig att ställa två av sina bästa advokater, Orrin N. Hilton och Soren Christensen, till försvarets förfogande, vägrade Joe Hill samarbeta med sina försvarare.
Åklagaren, E. O. Leatherwood, byggde sitt bevismaterial uteslutande på vittnesberättelser. Det fanns inget tekniskt spår som knöt Joe Hill till brottsplatsen. Varken hans blod eller kulan som hade gått igenom honom hade hittats. Merlin Morrison kunde kanske se vissa likheter mellan Joe Hill och den ena av gärningsmännen. Ett annat vittne påstod sig känna igen de märken Joe Hill hade i ansiktet efter tuberkulosen som barn. Dr Frank McHugh vittnade om kvällen när Joe Hill hade sökt upp honom och beskrev skottsåren Joe Hill då hade haft. Han sa också att han hade sett att Joe Hill hade en pistol.
Det spekulerades i om Joe Hill skulle bryta tystnaden och vittna till fördel för sitt eget försvar – och därmed också avslöja om omständigheterna vid svartsjukedramat som han påstått hade resulterat i hans skottsår. Men Joe Hill vägrade vittna. Åklagaren menade att Joe Hills motvilja mot att vittna tydde på att hans vittnesutsaga inte kunde hålla särskilt länge. Juryn drog sig bara tillbaka några få timmar den 28 juni 1914 innan de fann Joe Hill skyldig till dråpen och han dömdes till döden. Som dödsdömd i Utah kunde den dödsdömde själv välja om han ville arkebuseras eller hängas. Joe Hill fick också detta val. "Jag väljer arkebusering", svarade han. "Jag har blivit skjuten några gånger förut och jag tror att jag kan klara det."
Joe Hill fördes till Utah State Penitentiary, där han skulle invänta avrättningen. Det bestämdes att den skulle genomföras den 1 oktober 1915. Under de 16 månaderna fram till dess satt Joe Hill i fängelset, medan domen prövades i de amerikanska besvärsinstanserna. När hans mål inte togs upp av instanserna skrev Joe Hill sånger, brev, dikter och artiklar. Men han var ständigt hemlighetsfull om sig själv. År 1915 skrev han:
| ”                                                                   | Biografi säger du? Nej, låt oss inte ödelägga bra skrivpapper med sådana dumheter - bara här och nu betyder något för mig. Jag är en världsmedborgare och föddes på en planet som kallas Jorden. Det ställe där jag först såg dagens ljus betyder så lite att det inte behöver kommenteras - jag har inte mycket att säga om mig själv. Jag vill bara säga att jag har gjort det lilla jag kunnat för att föra frihetsflaggan närmare mål. | „ |
| – Översättning från originaltext:, Joe Hill: the Man Who Didn’t Die | |   |

Den socialistiska tidskriften Appeal to Reason, som startades i USA 1897, tryckte den 15 augusti 1915 en artikel skriven av Joe Hill. I den lyfter han lite på slöjan om sig själv och rättssaken. Han skriver:
| ”                                                                  | Trots alla fruktansvärda bilder och alla de obehagliga historierna som skrivits om mig har jag bara arresterats en gång i mitt liv och det var i San Pedro, Kalifornien. På den tiden var hamnarbetarna i en stor strejk där jag var sekreterare i strejkkommittén och jag antar jag var lite för aktiv för polischefen i staden så han arresterade mig och satte mig i fängelset i trettio dagar för lösdriveri och det är alltså hela min 'kriminella bana'. Det centrala och viktiga man bör värdera är dock detta: Jag dödade inte Morrison och jag vet inte någonting om det. Han sköts, som vittesmålen tydligt visar, av en fiende och jag har inte varit i staden tillräckligt länge för att hinna skaffa mig några fiender. En kort tid innan jag arresterades kom jag från Park City där jag arbetat i gruvorna. På grund av Morrisons ställning måste man finna en skyldig och fann då undertecknande, en landsstrykare utan vänner, en svensk, och värst av allt en medlem i IWW, som hur som helst inte hade någon rätt att leva och därför utpekades som skyldig. Jag har alltid arbetat hårt för mitt levebröd och betalat för allt jag mottagit och på min fritid målar jag tavlor, skriver sånger och komponerar musik. Nu, när invånarna i staten Utah vill arkebusera mig utan att ge mig en rimlig chans att lägga fram min sida av saken, så må de komma, jag är redo. Jag har levt som en konstnär och jag ska dö som en konstnär. | „ |
| – Översättning från originaltext:, Spartacus Educational: Joe Hill | |   |

Dagen före avrättningen skrev Joe Hill i ett telegram till ledaren för IWW, William D. Haywood: "Farväl Bill. Jag dör som en äkta arbetarupprorsmakare. Kasta inte bort tid på att sörja. Organisera er."

### Uppmärksamhet kring målet

Helen Keller, här fotograferad 1905, skrev direkt till Woodrow Wilson.

Efter domstolsbeslutet blev Joe Hill och hans dödsdom en kampsak för IWW. William D. Haywood och Elizabeth Gurley Flynn, IWW:s kvinnliga frontfigur, reste runt i USA och berättade att det var big business som stod bakom Joe Hills dödsdom. IWW:s tidning, Solidarity, uppmanade alla att skriva till de rättsliga instanserna och kräva Joe Hills benådning. Kraven trycktes upp på pamfletter och löpsedlar i hela USA. Uppmaningen medförde en brevstorm och många tusen brev, resolutioner och petitioner skickades med krav på benådning. På en pamflett från 1915 stod det i översättning ungefär:
| ” | Joe Hill. Han har ådragit sig härskarklassens hat som en humanitetens förkämpe, som en arbetarklassens försvarare och som det amerikanska proletariatets poet. Skall härskarna få sin hämnd? | „ |

Den australiska avdelningen av IWW skickade i juni 1915 en resolution med 30 000 namnunderskrifter, och krävde att dödsdomen på Joe Hill skulle omprövas. Den backades upp av resolutioner från fackförbund i Europa. Flera av dessa hamnade till slut på Utahs guvernörs, William Sprys, och den amerikanska presidenten, Woodrow Wilsons, skrivbord. Ett av breven till Woodrow Wilson kom från författaren och aktivisten Helen Keller, som skrev:
| ”                                                                      | Herr excellens: Jag är övertygad om att Joseph Hillström inte har fått en rättvis rättegång och att domen han har fått är orättvis. Jag ber er, som en officiell fader till alla människor, att använda er makt och ert inflytande för att rädda en av nationens hjälplösa söner, att vänta med avrättningen kommer ge tid till att undersöka en ny rättegång som låter mannen få den rättfärdighet som han är berättigad till enligt landets lagar. | „ |
| – Översättning från originaltext:, BBC: Joe Hill - Murderer or Martyr? | |   |

### Presidenten grep in
Virginia Snow Stephen, som var art director vid University of Utah skickade i september 1915 ett telegram till Sveriges ambassadör i USA, W. A. F. Ekengren. I telegrammet, som var en begäran om att den svenska ambassadören skulle ingripa, stod det:
| ” | Hillström, som är svensk medborgare, har dömts till avrättning den 1 oktober. Då saken är ett grovt justitiemord ber jag er i rättens och humanitetens namn att söka få till stånd en benådning. Fröken Sigrid Bolin, syster till den avlidne Jacob Bolin, tidigare svensk konsul här, ansluter sig till denna önskan. | „ |
| – Översättning från originaltext:, Joe Hill's Story: The Campaign to Save Joe Hill - (arkiverad länk) | |   |

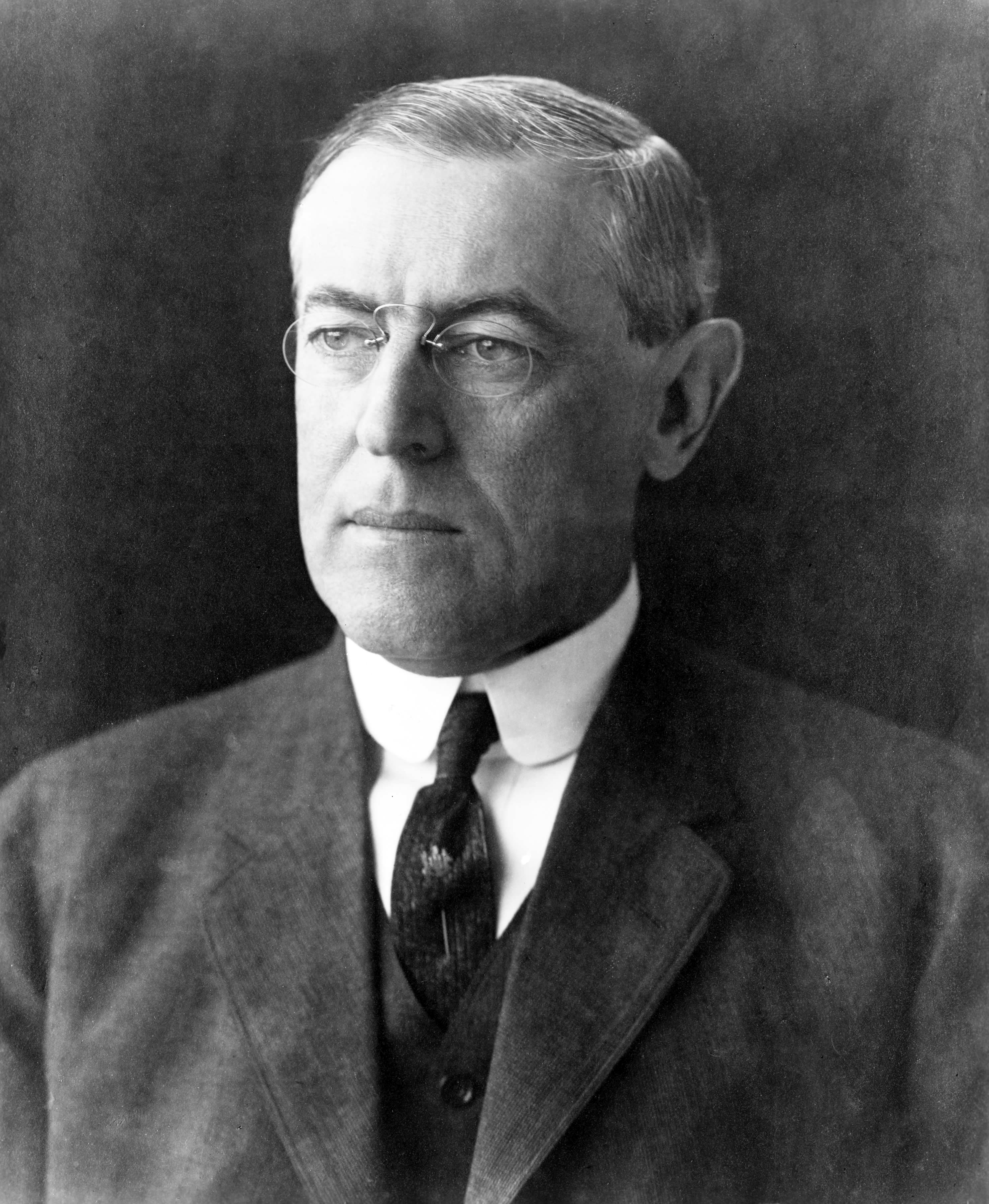
Den amerikanske presidenten Woodrow Wilson försökte förhindra avrättningen av Joe Hill.

Joe Hill hade behållit sitt svenska medborgarskap medan han bodde i USA, och den svenske ambassadören inledde därför snarast en undersökning om omständigheterna kring hans rättssak och dom. För att vinna tid anmodade W. A. F. Ekengren därför, på den svenska regeringens vägnar, president Woodrow Wilson att ajournera avrättningen. Anmodan löd:
| ” | Herr President En svensk medborgare vid namn Joseph Hillstrom har dömts av domstolarna i Utah till att avrättas den 1 oktober för mord av första graden. Jag har bara haft kort tid på mig för att studera ärendet. Jag har emellertid kommit till slutsatsen att bevisen i målet, som bara består av indicier, inte är tillräckliga för att motivera dödsstraff och att fångens oförskämda uppförande under rättegången och vägran att förklara sig ledde både juryn och domstolen till att döma honom. Jag har redan appellerat till utrikesdepartementet, såväl som direkt till Utahs guvernör, och anhållit om att avrättningen ska uppskjutas så att målet så småningom kan återupptas, men har hittills bara mottagit ett svar att om nya fakta kan framläggas till fördel för den anklagade så kommer appellen att hörsammas. Eftersom bristen på bevis är det som ligger till grund för min appell, kan jag inte vara tillfreds med ett sådant svar. Min uppfattning om domens bristande rättsmässighet mot bakgrund av bevisen som framlagts vid rättegången delas av flera män med juridisk bakgrund såväl som ett stort antal kända medborgare i olika städer i detta land och jag har mottagit en rad hänvändelser om att plädera för den dömde. Min regering som från olika källor har mottagit information om saken, har bett mig göra mitt yttersta. För att pröva varje möjlighet att i varje fall uppskjuta genomförandet av domen, tar jag mig friheten att mycket respektfullt framlägga saken för herr President för hans välvilliga värdering. | „ |
| – W.A.F. Ekengren, Svensk minister (ambassadör), Översättning av originaltext: Joe Hill's Story: International Protest (arkiverad länk) | |   |

Denna appell kunde Woodrow Wilson inte förbise. Han bad Utahs guvernör att skjuta upp Joe Hills avrättning. Guvernör William Spry, som var övertygad om Joe Hills skuld gick motvilligt med på detta, så att W. A. F. Ekengren fick den tid som krävdes för att framskaffa bevis som kunde motivera en omprövning av domen. Försvaret lyckades inte få fram fler bevis och Joe Hill vägrade fortfarande att uttala sig. I ett enkelt meddelande till rätten upprepade han att han fortfarande inte fått en rättvis rättegång, och att han i en rättvis rättegång hade blivit frikänd. Han upprepade också att han inte behövde bevisa sin oskuld.
Pressad av bland andra American Federation of Labor försökte Woodrow Wilson den 17 november 1915 ännu en gång att skjuta upp avrättningen. Denna anhållan avslog William Spry med brevet:

Who demand his release regardless of his guilt. I am fully convinced that your request must be based on a misconception of the facts or that there is some reason of an international nature that you have not disclosed. With a full knowledge of all the facts and circumstances submitted I feel that a further postponement at this time would be an unwarranted interference with the course of justice. Mindful of the obligations of my oath of office to see to is that the laws are enforce I cannot and will not lend myself or my office to such interference. Tangible facts must be presented before I will further interfere in this case. 

Joe Hill avrättades genom arkebusering i gryningen den 19 november 1915.

### Mannen som aldrig dog
Kvällen före sin avrättning skrev Joe Hill sin sista vilja. Det handskrivna testamentet, som var adresserat till William D. Haywood, löd:
My will is easy to decide,

for there is nothing to divide.

My kin don't need to fuss and moan --

"Moss does not cling to rolling stone".

My body? Ah, If I would choose,

I would to ashes it reduce,

and let the merry breezes blow

my dust to where some flowers grow.

Perhaps some fading flower then

would come to life and bloom again.

This is my last and final will.

Good luck to all of you,

                              Joe Hill

Morgonen efter Joe Hills avrättning skrev The New York Times att dödsdomen kunde "göra Hillstrom död farligare för social stabilitet än han var när han levde", och fortsatte: "i den revolutionära gruppen växer det en uppriktig tro på att han dog som en hjälte såväl som en martyr." 
Joe Hill fick sin önskan om att bli spridd för vinden uppfylld. Efter en minneshögtid vid O'Donnell Funeral Home i Salt Lake City den 21 november 1915 fördes Joe Hills lik till Westside Auditorium i Chicago, där hans begravning den 25 november bevistades av mer än 30 000 personer, och den blev därmed en av de största begravningarna i USA:s historia. I tidningen "International Socialist Review" skrev Ralph Chaplin i december 1915 en artikel om Joe Hills begravning:
| ” | Vid 10:30 var gatorna blockerade i alla riktningar; spårvagnarna kom inte fram och all trafik utsattes. I hallen kunde man så gott som hela tiden höra en nål falla. Kistan placerades på blomsterdekorationerna, på den svarta och röd-draperade scenen och över hängde en handvävd IWW-banderoll. Begravningen öppnade med Joe Hills underbara sång, Workers of the World, Awaken, medlemmar ur IWW ledde och församlingen fyllde ut i koruset. Därefter gjorde Jennie Wosczynska ett framförande av Rebel Girl skriven och komponerad av Joe Hill, efter det kom två vackra tenor-soloframföranden, en på svenska av John Chellman och en på italienska av Ivan Rodems. Tusen i församlingen bar IWW-vimplar på sina kragar eller röda band med orden "Joe Hill, mördad av myndigheterna i staden Utah, 19 november 1915" eller "Joe Hill, IWW-martyr för en stor sak", "Sörj inte - organisera!" och många andra. Under hela ceremonien sjöngs mest Joe Hills sånger, men några av de utländsk-talande sjöng revolutionära sånger på sina egna språk. Så snart en sång dog ut på ett ställe togs samma sång eller någon annan upp av andra röster. Mördandet av martyrer har aldrig säkrat någon tyrann. Staten Utah har skjutit vår sång-författare till evig odödlighet och har skjutit sig själv till evig skam. | „ |

Joe Hill kremerades den 26 november 1915. Hans aska fördelades i små påsar och skickades till IWW:s lokalkontor i USA, Sydamerika, Europa, Asien, Nya Zeeland och Afrika, där askan på arbetarnas internationella kampdag, den första maj spreds för vinden.
En svensk-amerikan, J. A. Granström, som också deltog vid kremeringen, tog med sig en av påsarna när han år senare återvände till Sverige. År 1960 kontaktade Granström sin vän från ungdomsåren, redaktör Gustaf Sjöström i Göteborg och berättade om askan. Bevarad i en cigarrlåda blev påsen med aska 1961 överlämnad till Arbetarrörelsens arkiv. Vid en högtidlighet den 20 maj 1967 blev Joe Hills aska inmurad i den vänstra väggen i Ljusgården vid Folkets Hus i Landskrona. Tillsammans med askan lades också dokument från IWW i muren. Den nutida arbetarsångaren Billy Bragg har också svalt en del av Joe Hills aska i syfte att bli bärare av hans mod och sångskatt.
År 1969 köpte Sveriges Arbetares Centralorganisation (SAC) Joe Hills barndomshem i Gävle och gjorde det till ett museum med namnet Joe Hill-gården. I ett speciellt inrättat minnesrum i huset bevaras bland annat kopior av Joe Hills sista brev till familjen. United States Postal Service uppdagade 1988 att ett av breven med Joe Hills aska hade hållits tillbaka av det amerikanska postväsendet på grund av sitt kontroversiella innehåll. Innehållet, ett foto av Joe Hill med texten: "Joe Hill murdered by the capitalist class, Nov. 19, 1915" samt en liten påse med Joe Hills aska deponeras sedan dess hos det amerikanska riksarkivet, National Archives. Det sista av Joe Hills aska blev utspritt för vinden i Washington, D.C. i november 1988.
I mars månad 2007 gav det amerikanska kommunistpartiet ett enormt arkiv med partiets material till New York University. Det historiska arkivet bestod av 12 000 kassar som bland annat innehöll dokument, böcker och omkring en miljon fotografier. Arkivet innehöll också Joe Hills handskrivna testamente, som han skrev kvällen före sin avrättning.

## Joe Hills sånger

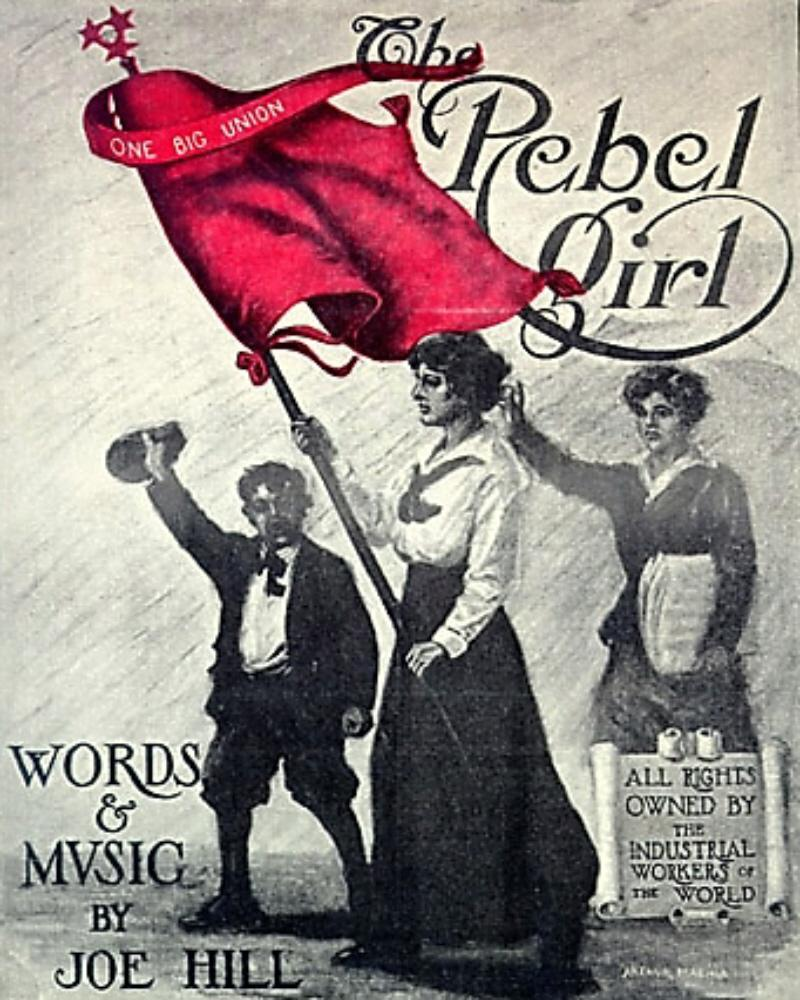
Omslaget till Rebellflickan
(The Rebel Girl).

Det finns bara ett fåtal sånger som man med säkerhet vet att Joe Hill själv skrev både text och musik till. De flesta av hans texter skrevs till den tidens kända och populära melodier, vilket gjorde dem lätta att lära sig och enkla att sjunga med på. Ofta använde Joe Hill också kända melodier från Frälsningsarmén, som var mycket synliga i dåtidens USA:s gatubild.
Han skrev värvarsånger som skulle få arbetarna att organisera sig under IWW, och kampsånger till olika aktuella demonstrationer och strejker. Joe Hills sånger trycktes i början i IWW:s egen tidning, Solidarity, och från 1909 också i Den lilla röda sångboken. Därefter blev Joe Hill snabbt ett känt namn inom arbetarkretsar. I 1916 års utgåva av Den lilla röda sångboken, som utgavs som Joe Hill Memorial Edition, var 15 av Joe Hills sånger med.
Ture Nerman har översatt många av Joe Hills sånger till svenska. Även dramatikern och skådespelaren Rune Lindström har översatt många Joe Hill-sånger.
Som exempel på de mera kända av Joe Hill sånger kan nämnas:

| "Casey Jones - The Union Scab" från 1911 skrevs till strejken vid Harriman and Illinois Central Railroad System, som pågick från 1911 till 1915. Den är tillägnad de strejkande vid Southern Pacific i Kalifornien, och berättar om historien hur galet det gick Casey Jones då han inte ville strejka med de andra. Sångens första vers lyder: | Casey Jones - The Union Scab The workers on the S. P. Line to strike out a call; But Casey Jones, the engineer, he wouldn't strike at all; His boiler it was leaking, and its drivers on the bum, And his engine and its bearings, they were all out of plumb. Casey Jones, kept his junk-pile running, Casey Jones was working double time; Casey Jones, got a wooden medal, for being good and Faithful on The S. P. Line. S. P. Line |

| "The Preacher and the Slave" från 1911 är en av Joe Hills mest populära sånger. Den skrevs till Joseph Websters melodi "In the sweet by and by" ("Det är saligt på Jesus få tro"). Sången är en kommentar till den amerikanska frälsningsarmén, där predikanter lovade att frälsa dem som tålmodigt väntat istället för att aktivt kämpa för sina rättigheter. Sången "The Preacher and the Slave", på svenska "Svarta präster", innehåller bland annat det numera klassiska talesättet "You'll get pie in the sky when you die": Sångens första vers och refräng lyder: | The Preacher and the Slave Long haired preachers come out ev'ry night, Try to tell you what's wrong and what's right; But when asked, how 'bout something to eat, They will answer with voices so sweet; You will eat, bye and bye, In that glorious land above the sky; Work and pray, live on hay, You'll get pie in the sky when you die. |

| "Where the Fraser River Flows" är en sång Joe Hill skrev till strejkande järnvägsarbetare vid Canadian Northern Railroad Company i British Columbia 1912. De strejkade för att de inte var tillfreds med lönen, hade dåliga bostadsförhållanden i lägret, fick dålig mat och hade farliga arbetsförhållanden. Kort tid innan strejken bröt ut hade IWW upprättat ett lokalkontro i Yale. Joe Hill besökte en arbetsledare i lägret, varefter han skrev sången. Sången sjungs på melodin till den irländska "Where the River Shannon Flows", av James I. Russell och refrängen lyder: | Where the Fraser River Flows Where the Fraser River flows, Each fellow worker knows, They have bullied and oppressed us, But still our Union grows. And we're going to find a way, boys; For shorter hours and better pay, boys; And we're going to win the day, boys; Where the River Fraser flows. |

| "The Tramp" från 1913 är också en av Joe Hills mest populära sånger, och handlar om landsstrykaren som inte är välkommen någonstans. Den sjungs till melodin "Tramp, Tramp, Tramp, the Boys Are Marching" av G. F. Root, som är en välkänd sång från det amerikanska inbördeskriget. Sångens refräng lyder: | The Tramp Tramp, tramp, tramp, keep on a-tramping, Nothing doing here for you; If I catch you 'round again, You will wear the ball and chain. Keep on tramping, that's the best thing you can do. |

| "Workers of the World, Awaken!" skrev Joe Hill 1914, medan han satt i fängelset. Sången är en anfordran till alla världens arbetare om att stå samman i solidaritet. Det var den första sången som sjöngs vid Joe Hills begravning i Chicago. Sångens sista vers lyder: | Workers of the World, Awaken! Workers of the world, awaken! Rise in all your splendid might; Take the wealth that you are making -- It belongs to you by right. No one for bread will be crying, We'll have freedom, love and health, When the grand red flag is flying In the Worker's commonwealth. |

| "The Rebel Girl" från 1915 dedicerade Joe Hill till Elizabeth Gurley Flynn, som var en av sin tids stora kvinnliga pionjärer i den amerikanska arbetarrörelsen. Elizabeth Gurley Flynn hade besökt Joe Hill medan han satt i fängelset och kort efter skrev han "Rebel Girl" som en hyllning till kvinnor som arbetar för IWW. Sångens första vers lyder: | The Rebel Girl There are women of many descriptions In this queer world, as everyone knows, Some are living in beautiful mansions, And are wearing the finest of clothes. There are blue blooded queens and Princesses, who have charms made of Diamonds and pearl; but the only and Thoroughbred lady is the Rebel Girl. |

| Då poliser efter dråpen rannsakade Joe Hills bostadsrum fann de texterna till nya sånger. Dessa sångerna visade en annan och mer inåtvänd och okänd sida av Joe Hill. Här finner man inte agitatorns upprop till solidaritet och kamp mot makthavare - men istället små funderingar över egna längtan och drömmar. Den ena av dessa sånger var "Oh, Please Let Me Dance This Waltz with You": | Oh, Please Let Me Dance This Waltz with You When I hear that melody, with its rhythmic harmony, Then I feel just like I'd be in a dream entrancing, And I'd like to float through space, softly glide from place to place, With the fascinating grace of a fairy dancing. Oh, please let me dance this waltz with you, And look in your dreamy eyes of blue. Sweet imagination, smooth, gliding sensation, Oh, love, I would die just for dancing this waltz with you. Listen to that mellow strain, come and let us waltz again. Please don't let me ask in vain; I just feel like flying, Put your head close to my heart, And we'll never, never part. Come my darling, let us start, from joy I'm nearly dying. |

Men Joe Hill skrev många fler sånger och dikter. År 1967 dyker en hittills okänd Joe Hill-text upp i Sverige. Det var "My Dreamland Girl", också en poetisk sång som Joe Hill skrev 1914. Här följer en ofullständig lista över kända Joe Hill-texter.
Texterna markerade med (*) var alla med i Joe Hill Memorial Edition från 1916:
- The Preacher and the Slave (1911)

- Casey Jones - The Union Scab (1912)
- Coffee An' (1912)
- Everybody's Joining It (1912) *
- John Golden and the Lawrence Strike (1912) *
- The White Slave (1912) *
- Where the Fraser River Flows (1912)

- Down in the Old Dark Mills (1913)
- Mr. Block (1913) *
- Nearer My Job to Thee (1913)
- Scissor Bill (1913) *
- Should I Ever be a Soldier (1913) *
- Stung Right (1913) *
- The Girl Question (1913)
- The old Toiler's Message (1913)
- The Tramp (1913) *
- There Is Power in a Union (1913) *
- We Will Sing One Song (1913) *
- What We Want (1913) *

- Come and Take a Joy-Ride in My Aeroplane (1914)
- My Dreamland Girl (1914)
- Oh, Please Let Me Dance This Waltz with You (1914)
- Out in the Bread-Line (1914)
- Ta-Ra-Ra-Ra Boom De-Ay (ca. 1914) *
- The Rebel's Toast (digt) (1914)
- Workers of the World, Awaken! (ca. 1914) *

- Don't Take My Papa Away From Me (1915) *
- It's a Long Way Down to the Soupline (1915)
- The Rebel Girl (1915) *

- Joe Hill's Last Will (18 november 1915)

## Eftermäle och betydelse

### Sånger om Joe Hill
Joe Hill fick stort inflytande på amerikanska protestsånger och blev inspirationskälla för både samtida och senare amerikanska protest- och folksångare.
| Då IWW skickade ut 1916 års utgåva av Little Red Songbook var en av sångerna, "November Nineteenth", skrivna av John E. Nordquist. Sången var en hyllning till Joe Hill och en uppfordran att kämpa vidare i hans anda. Sångens refräng löd: | November Nineteenth On high the blood red banners wavy! The flag for which his life he gave; The master class shall rue the day They took Joe Hillstrom's life away. |

| Förordet till Little Red Songbook samma år var en dikt, "Joe Hill", skriven av Ralph Chaplin - en av samtidens kända protestsångare. Den inleddes med orden: | Joe Hill High head and back unbending-fearless and true, Into the night unending, why was it you? Heart that was quick with song, torn with their lead; Life that was young and strong, shattered and dead. Singer of manly songs, laughter and tears; Singer of Labor's wrongs, joys, hopes and fears. |

| År 1925 skrev den amerikanska diktaren Alfred Hayes den kanske mest berömda texten om Joe Hill. Dikten "I Dreamed I Saw Joe Hill Last Night" fick musik av Earl Robinson 1936. Senare har den blivit tolkad av flera andra artister och protestsångare. Den har bland annat spelats in av Joan Baez, som också sjöng den för mer än 300 000 konsertgäster vid Woodstockfestivalen 1969 och på albumet Ild og Frihed (1989) tolkar Annisette Koppel och Savage Rose sången. Sångens två första verser lyder: | I Dreamed I Saw Joe Hill Last Night I dreamed I saw Joe Hill last night, Alive as you and me. Says I "But Joe, you're ten years dead" «I never died» said he, «I never died» said he. «In Salt Lake, Joe,» says I to him, him standing by my bed, «They framed you on a murder charge,» Says Joe, «But I ain't dead,» Says Joe, «But I ain't dead.» |

Finn Zetterholm och Nässjöbaserade SSU Norrboda klubbgäng har gjort LP-skivor med svenska inspelningar av Joe Hills sånger, båda utgivna 1969. Enstaka sånger har spelats in av bland andra Fred Åkerström och Monica Nielsen och flera proggrupper. Med stöd av Joe Hill-gården gav Gävlebandet Mora Träsk år 1978 ut en LP med Joe Hills sånger.
Andra kända sånger om Joe Hill är:
- "By and By" av Chumbawamba från 2005
- "Joe Hill Listens To The Praying" av Joe Glazer från 1990
- "Joe Hill's Ashes" av Marc Levy från 1986.
- "Paper Heart" av Si Kahn från 1976
- "Joe Hill" av Phil Ochs från 1968
- "Joe Hillstrom" av Woody Guthrie från 1947